# Kanton Saint-Pois
Kanton Saint-Pois (francouzsky Canton de Saint-Pois) byl francouzský kanton v departementu Manche v regionu Dolní Normandie. Tvořilo ho 10 obcí. Zrušen byl po reformě kantonů 2014.

## Obce kantonu
- Boisyvon
- La Chapelle-Cécelin
- Coulouvray-Boisbenâtre
- Lingeard
- Le Mesnil-Gilbert
- Saint-Laurent-de-Cuves
- Saint-Martin-le-Bouillant
- Saint-Maur-des-Bois
- Saint-Michel-de-Montjoie
- Saint-Pois